# ماریلین جس
ماریلین جس (فرانسوی: Marilyn Jess‎؛ زاده ۲۶ اکتبر ۱۹۵۹) یک بازیگر پورنوگرافی اهل فرانسه است.